# Rochia conus
Espèce
Rochia conus (Gmelin, 1791) est un escargot de mer d'Asie. Il se distingue des autres gastéropodes par sa coquille conique, rayée vert, rouge et blanc. Sa taille moyenne est généralement de l'ordre de 4,5 à 8 centimètres.

## Synonymes
- Rochia acutangula (Anton, 1838)
- Tectus conus (Gmelin, 1791)
- Trochus acutangulus Anton, 1838
- Trochus altus Perry, 1811
- Trochus altus R. A. Philippi, 1851
- Trochus conus Gmelin, 1791
- Trochus turris R. A. Philippi, 1846

## Habitat et distribution
Tectus conus est un animal marin qui peuple les barrières coralliennes. Son aire de distribution s'étend entre le nord des Philippines et le Viêt Nam.[réf. souhaitée] Tectus conus vit entre 9 et 20 mètres de profondeur et se nourrit de plantes maritimes.

## Sources
- (en) Tectus (Rochia) conus conus sur gastropods.com
- Наталья Московская (2007). Раковины мира. История, коллекционирование, искусство. Aquarium (Moscou) : 256 p.  (ISBN 978-5-98435-602-2 et 978-985-16-1989-0)